# Derby de Argel
El Derby de Argel es la rivalidad que existe entre el USM Alger y el MC Alger, ambos equipos de Argel, capital de Argelia, que se enfrentaron por primera vez el 14 de noviembre de 1940 con triunfo del MC Alger 4-1.

## Historia
El primer enfrentamiento entre ambos equipos fue un 14 de noviembre de 1940 con triunfo para el MC Alger 4-1 en el Stade 5 Juillet 1962, enfrentándose en varias ocasiones tanto en torneo de liga como de copa, pero nunca se han enfrentado en competiciones internacionales, con la ventaja histórica para el MC Alger.

## Comparación de logros
| Torneo           | Torneo                           | USM Alger | MC Alger |
| ---------------- | -------------------------------- | --------- | -------- |
| Liga             | Algerian Ligue Professionnelle 1 | 6         | 7        |
| Liga             | Ligue départementale             | 0         | 2        |
| Total            | Total                            | 6         | 9        |
| Copa             | Algerian Cup                     | 8         | 7        |
| Copa             | Algerian Super Cup               | 1         | 3        |
| Copa             | Algerian League Cup              | 0         | 1        |
| Copa             | départementale Cup               | 0         | 2        |
| Total            | Total                            | 9         | 13       |
| Internacional    | CAF Champions League             | –         | 1        |
| Internacional    | Arab Champions League            | 1         | –        |
| Total            | Total                            | 1         | 1        |
| Total de Títulos | Total de Títulos                 | 16        | 26       |

## Partidos
| Torneo              | Triunfos del MCA | Empates | Triunfos del USMA |
| ------------------- | ---------------- | ------- | ----------------- |
| Ligue 1             | 25               | 30      | 24                |
| Copa                | 8                | 2       | 2                 |
| Super Copa          | 1                | 0       | 0                 |
| Copa de la Liga     | 1                | 0       | 0                 |
| Copa départementale | 3                | 0       | 0                 |
| Total               | 38               | 32      | 26                |

## Jugadores

### Goleadores históricos
| Nombre           | Club      | Goles |
| ---------------- | --------- | ----- |
| Abdeslam Bousri  | MC Alger  | 10    |
| Omar Betrouni    | MC Alger  | 8     |
| Hassen Tahir     | MC Alger  | 5     |
| Noureddine Daham | MC Alger  | 5     |
| Kamel Tchalabi   | USM Alger | 4     |
| Nasser Guedioura | USM Alger | 4     |
| Oucif            | MC Alger  | 4     |
| Zenir Abdelwahab | MC Alger  | 4     |
| Zoubir Bachi     | MC Alger  | 4     |
| Mounir Dob       | MC Alger  | 4     |

### Jugaron para ambos equipos
| Nombre                     | Periodo en USM Alger    | Periodo en USM Alger | Periodo en USM Alger | Period en MC Alger  | Period en MC Alger | Period en MC Alger |
| Nombre                     | Span                    | Partidos en Liga     | Goles en Liga        | Span                | Partidos en Liga   | Goles en Liga      |
| -------------------------- | ----------------------- | -------------------- | -------------------- | ------------------- | ------------------ | ------------------ |
| Omar Betrouni              | 1980–1983               | ?                    | ?                    | 1967–1980           | 363                | 94                 |
| Noureddine Daham           | 2003–2006               | 82                   | 38                   | 2009–2013           | 99                 | 41                 |
| Hocine Metref              | 2002–2008               | 116                  | 15                   | 2012–2014           | 27                 | 3                  |
| Merouane Abdouni           | 2002–2005 2007–2011     | 85 59                | 0                    | 2005–2007           | 45                 | 0                  |
| Amar Ammour                | 2002–2009               | 214                  | 48                   | 1996–1998 2010–2011 | ? 9                | ? 0                |
| Ismaël Bouzid              | 2012–2013               | 3                    | 0                    | 2005–2006           | 22                 | 1                  |
| Lahcène Nazef              | 2003–2005               | ?                    | ?                    | 1992–1997           | ?                  | ?                  |
| Farouk Belkaïd             | 2005–2006               | 22                   | 3                    | 2006–2008           | 42                 | 1                  |
| Abdelkader Besseghir       | 2004–2008               | 47                   | 1                    | 2008–2014           | ?                  | ?                  |
| Nassim Bouchema            | 2011–presente           | 68                   | 4                    | 2007–2011           | 81                 | 5                  |
| Antar Boucherit            | 2006–2008               | 54                   | 3                    | 2014                | ?                  | ?                  |
| Brahim Boudebouda          | 2011–presente           | 39                   | 2                    | 2008–2011           | 68                 | 11                 |
| Hamza Koudri               | 2012–presente           | 28                   | 0                    | 2006–2012           | 124                | 5                  |
| Mohamed Lamine Zemmamouche | 2004–2009 2011-presente | 120 81               | 0                    | 2009–2011           | 62                 | 1                  |
| Larbi Hosni                | 2008–2009               | 15                   | 0                    | 2006–2008           | 42                 | 0                  |
| Hamza Yacef                | 1997–2001               | ?                    | ?                    | 2008–2009           | 14                 | 1                  |
| Karim Ghazi                | 1995–2004 2005–2011     | 104 93               | 5 7                  | 2011–2014           | 78                 | 3                  |
| Amokrane Oualiken          | 1963–1969               | ?                    | ?                    | 1962–1963           | ?                  | ?                  |

### Jugaron para uno y dirigieron en otro
| Nombre            | Periodo en USM Alger     | Periodo en USM Alger | Periodo en USM Alger | Periodo en USM Alger | Periodo en USM Alger | Periodo en USM Alger | Periodo en MC Alger | Periodo en MC Alger | Periodo en MC Alger | Periodo en MC Alger | Periodo en MC Alger | Periodo en MC Alger |
| Nombre            | Span                     | J                    | G                    | E                    | P                    | % Victoria           | Span                | J                   | G                   | E                   | P                   | % Victoria          |
| ----------------- | ------------------------ | -------------------- | -------------------- | -------------------- | -------------------- | -------------------- | ------------------- | ------------------- | ------------------- | ------------------- | ------------------- | ------------------- |
| Mustapha Heddane  | 1997 2000                | ?                    | ?                    | ?                    | ?                    |                      | 20??–20??           | ?                   | ?                   | ?                   | ?                   |                     |
| Djamel Menad      | 2005                     | 12                   | 6                    | 4                    | 2                    |                      | 2012–2013           | 36                  | 20                  | 8                   | 8                   |                     |
| Noureddine Saâdi  | 1996–1997 2004 2009–2010 | ? 18 34              | ? 12 16              | ? 2 11               | ? 4 7                |                      | 2003 2006           | ?                   | ?                   | ?                   | ?                   |                     |
| Amokrane Oualiken | 1967–1969                | ?                    | ?                    | ?                    | ?                    |                      | 1989–1990           | ?                   | ?                   | ?                   | ?                   |                     |

## Datos y récords
- El primer partido oficial entre ambos equipos fue el 14/11/1940' en el Stadium Saint-Eugène.
- El primer partido oficial entre ambos equipos en la Liga fue un domingo 09/06/1963 en el Stadium Saint-Eugène.
- El primer partido en la Algerian Cup entre ambos equipos fue el 13/6/1971 en la final en el Stadium El Anasser.
- El único enfrentamiento entre ambos equipos por la Algerian League Cup fue el 23/1/2000 y ganó el MC Alger 1-0.
- La única vez que se han enfrentado por la Algerian Super Cup fue el 9/8/2014 con triunfo del MC Alger 1-0.
- El primer gol en la historia del Derby lo anotó el jugador del MC Alger Laggoun al minuto 9 el 9/6/1963.
- La mayor victoria del MC Alger en la liga fue 4-1 en la temporada 1985-1986 por 3-0, así como en las temporadas 1963/1964 y 1974/1975, en la mitad de temporada 2009-2010 ', y en la Copa Forconi 5-1 en la temporada 1949/1950.
- La mayor victoria en la liga del USM Alger fue 3-0 en las temporadas 1962-1963, 2008-2009, y 2013-2014.
- La mayor racha de partidos sin derrota fue del MC Alger con 10 entre 1982/1983 y 1989/1990.
- La mayor racha de partidos sin perder del USM Alger fue de 7 entre la temporada 2000/2001 y 2004/2005.
- La mayor racha de victorias es del MC Alger con 4 entre 1967 y 1970.
- La mayor racha de partidos sin anotar ha sido del USM Alger con 5 y medio, con lo que pasó 477 minutos sin anotar en un derby.
- El partido con más goles ha sido un 4-4 (8 goles) en la temporada 1981-1982 por la Copa de Argelia.
- El MC Alger ha ganado el derby viniendo de atrás en 4 ocasiones en las temporadas 1967/1968,  1969/1970 ,  1988/1989 y 2007/2008.
- El USM Alger ha ganado el derby viniendo de atrás en dos ocasiones (2003-2004, 2013-2014).
- Se han enfrentado en la final de la Algerian Cup 5 veces, en 1971, 1973, 2006, 2007 y 2013 en las que el USM Alger solo ganó en 2013.
- Dos partidos de la Algerian Cup han tenido que ir hasta los penales, el primero lo ganó el MC Alger en 1981/1982 y el USM Alger el otro en 1998/1999.
- El MC Alger ha anotado 8 penales y el USM Alger 6.
- El goleador histórico del derby es Abdeslam Bousri (MCA) con 10 goles seguido por Omar Betrouni (MCA y USMA) con 8.
- Ha habido varios jugadores que han vestido ambos uniformes, pero solo uno ha podido anotar con ambos equipos en el derby.
- El derby se ha jugado 57 veces en el Stade 5 Juillet 1962, 24 veces en el Stade Omar Hamadi y 8 veces en el Stadium 20-Aug-1955, y solo una vez en el Ferhani Stadium, Blida y Koléa.
- En el Stade 5 Juillet 1962 el MC Alger ha ganado 20 veces y el USM Alger 14.
- En el Stade Omar Hamadi el MC Alger ha ganado 11 veces y el USM Alger 9.
- En el Stadium 20-Aug-1955 el MC Alger ha ganado 4 veces y el USM Alger 1.